# Jacek Szczepaniak
Jacek Janusz Szczepaniak (ur. 1966) – polski filolog, dr hab. nauk humanistycznych, profesor uczelni i kierownik Katedry Komunikacji Językowej Wydziału Językoznawstwa Uniwersytetu Kazimierza Wielkiego.

## Życiorys
19 maja 2016 habilitował się na podstawie pracy zatytułowanej Sprachspiel Emotion. Zum medialen und semiotischen Status von Emotionen. Został zatrudniony na stanowisku adiunkta w Katedrze Germanistyki na Wydziale Humanistycznym Uniwersytetu Kazimierza Wielkiego, w Instytucie Humanistycznym na Wydziale Społecznym i Inżynieryjnym Państwowej Wyższej Szkole Zawodowej w Wałczu oraz na Wydziale Filologii Wszechnicy Mazurskiej.
Jest profesorem uczelni i kierownikiem Katedry Komunikacji Językowej Wydziału Językoznawstwa Uniwersytetu Kazimierza Wielkiego.
Był dyrektorem w Instytucie Humanistycznym na Wydziale Społecznym i Inżynieryjnym Państwowej Wyższej Szkole Zawodowej w Wałczu.